# Чилтън (окръг, Алабама)
Окръг Чилтън (на английски: Chilton County) е окръг в щата Алабама, Съединени американски щати. Площта му е 1816 km², а населението – 45 014 души (1 април 2020). Административен център е град Клантън.